# Муженко Сергій Миколайович
Сергі́й Микола́йович Муже́нко — генерал-майор Збройних сил України.

## З життєпису
Станом на грудень 2017 — головний інспектор військ зв'язку та оперативного забезпечення Головної інспекції Міністерства оборони України, раніше — начальник Головного командного центру ЗС України — керівник оперативної групи в ДР Конго.

## Нагороди
- Орден Данила Галицького (22.1.2015) - За особисту мужність і героїзм, виявлені у захисті державного суверенітету та територіальної цілісності України, вірність військовій присязі під час російсько-української війни нагороджений[2].